# Festival de los Dos Mundos
El Festival de los Dos Mundos o simplemente el Festival de Spoleto (en italiano Festival dei Due Mondi) es un festival artístico que se celebra cada año usualmente en julio desde 1957 en la ciudad italiana de Spoleto. 
Fue fundado por el compositor italo-estadounidense Gian Carlo Menotti. Se ha convertido en la manifestación cultural más importante de Umbría, con un programa de una duración de tres semanas y que se divide en siete secciones: conciertos, ópera, danza, drama, artes visuales, cine y Spoletoscience. Los mejores artistas son galardonados con el premio conocido como "Pegaso de Oro".